# Šilješki
Šilješki falu Horvátországban, Dubrovnik-Neretva megyében. Közigazgatásilag Konavle községhez tartozik.

## Fekvése
A Dubrovnik városától légvonalban 19, közúton 28 km-re délkeletre, községközpontjától légvonalban 7, közúton 13 km-re keletre, a konavlei mezőtől északra elterülő hegyvidéken fekszik. Közúton a Zvekovicáról a konavlei hegyvidékre vezető útról Jasenice és Brotnice között leágazó bekötőúton közelíthető meg.

## Története
Šilješki területe már az ókorban lakott hely volt. Első ismert lakói az illírek voltak, akik magaslatokon épített erődített településeken éltek és kőből rakott halomsírokba temetkeztek. Egyik településük maradványai megtalálhatók a település határában az Oštra glava nevű magaslaton, ezen kívül két halomsírjuk is ismert a területén. A rómaiak az i. e. 2. században győzték le az illíreket és Epidaurum központtal e területet is a birodalomhoz csatolták. A római hatalmat a népvándorlás vihara rengette meg. A Nyugatrómai Birodalom bukása után a keleti gótok özönlötték el a térséget, őket 537-től 1205-ig kisebb megszakításokkal a bizánciak követték. A 7. században avarok és a kíséretükben érkezett szlávok, a mai horvátok ősei árasztották el a területet. A várakat lerombolták és az ellenálló lakosságot leöldösték. Így semmisült meg a mindaddig fennálló Epidaurum. A túlélő lakosság előbb az északnyugatra fekvő Župára, majd Raguzába menekült. 
A falu középkorban is folyamatosan lakott volt, ezt a mai templom középkori alapfalai is alátámasztják. Területe középkorban Travunja része volt, mely Dél-Dalmácián kívül magában foglalta a mai Hercegovina keleti részét és Montenegró kis részét is. Travunja sokáig a szerb, a zétai és bosnyák uralkodók függőségébe tartozó terület volt. A Raguzai Köztársaság az 1426. december 31-én kötött szerződéssel szerezte meg területét addigi bosnyák uraitól a Pavlovićoktól. Az 1430 és 1432 között dúlt első konavlei háborúban a török támogatását élvező Radoslav Pavlović megpróbálta visszaszerezni az egyszer már eladott konavlei birtokait a köztársaságtól. A háború a végén a török támogatását is elveszítő Pavlović vereségével végződött és az azt követő béke megerősítette a Bosznia, Hum és a Raguzai Köztársaság közötti korábban kialakult állapotokat. A stravčai Szent György plébánia (melynek Šilješki is a része lett) alapítása 1620 körül történt. Korábban az egész konavlei hegyvidék a cavtati plébániához tartozott. A 17. század elején raguzai hatóságok rendeletére a térség minden falvában templomot kellett építeni, ekkor épült a falu mai Szent Miklós temploma is.
Az 1806-ban a Konavléra rátörő orosz és montenegrói sereg a település házait is kifosztotta, közülük sokat fel is gyújtottak. A köztársaság bukása után 1808-ban Dalmáciával együtt ez a térség is a köztársaságot legyőző franciák uralma alá került, de Napóleon bukása után 1815-ben a berlini kongresszus Dalmáciával együtt a Habsburgoknak ítélte. 1857-ben 60, 1910-ben 74 lakosa volt. 1918-ban az új szerb-horvát-szlovén állam, majd később Jugoszlávia része lett. A térség falvait a 20. század elején még vasút kötötte össze a nagyobb településekkel, ezt azonban 1968-ban megszüntették, azóta rendszeres autóbuszjárat köti össze Cavtat városával. A délszláv háború idején 1991 októberében a jugoszláv hadsereg, valamint szerb és montenegrói szabadcsapatok foglalták el a települést, melyet kifosztottak és felégettek. A lakosság nagy része a jól védhető Dubrovnikba menekült és csak 1992 októberének végén térhetett vissza. A háború után rögtön megindult az újjáépítés. A településnek 2011-ben 22 lakosa volt. Lakói főként mezőgazdasággal, állattartással foglalkoztak. Az alsó tagozatos gyermekek Stravčára, a felső tagozatosok Cavtatra, a középiskolások Dubrovnikra járnak iakolába. 

## Népesség
| Lakosság változása | Lakosság változása | Lakosság változása | Lakosság változása | Lakosság változása | Lakosság változása | Lakosság változása | Lakosság változása | Lakosság változása | Lakosság változása | Lakosság változása | Lakosság változása | Lakosság változása | Lakosság változása | Lakosság változása | Lakosság változása |
| ------------------ | ------------------ | ------------------ | ------------------ | ------------------ | ------------------ | ------------------ | ------------------ | ------------------ | ------------------ | ------------------ | ------------------ | ------------------ | ------------------ | ------------------ | ------------------ |
| 1857               | 1869               | 1880               | 1890               | 1900               | 1910               | 1921               | 1931               | 1948               | 1953               | 1961               | 1971               | 1981               | 1991               | 2001               | 2011               |
| 60                 | 66                 | 72                 | 65                 | 67                 | 74                 | 51                 | 68                 | 65                 | 63                 | 62                 | 48                 | 31                 | 36                 | 24                 | 22                 |

## Nevezetességei
- A Szent Miklós templom a 17. században egy sziklára épült, alapjainál ma is láthatók a középkori templom alapfalai. Az épületet a 19. században az előcsarnokkal bővítették. 1998-ban teljesen megújították. 1998. december 5-én újraszentelték, ekkor szentelték fel új oltárát is.

- Ókori várromok az Oštra glaván.

- Ókori halomsírok.